# Solanum angustifolium
Solanum angustifolium är en potatisväxtart som beskrevs av Philip Miller. Solanum angustifolium ingår i släktet skattor som ingår i familjen potatisväxter. Inga underarter finns listade i Catalogue of Life.